# Likwidation
Albums de Tha Alkaholiks
Coast II Coast
(1993) X.O. Experience
(1997)
Singles
1. Hip Hop Drunkies
Sortie : 1997
2. All Night
Sortie : 1997
3. Likwidation
Sortie : 1997

Likwidation est le troisième album studio des Alkaholiks, sorti le 26 août 1997.
L'album s'est classé 15e au Top R&B/Hip-Hop Albums et 57e au Billboard 200.

## Liste des titres
| No  | Titre                                                                               | Contient un (des) sample(s) de | Durée |
| --- | ----------------------------------------------------------------------------------- | --- | ----- |
| 1.  | AA Meeting (Intro)                                                                  | | 1:36  |
| 2.  | Likwidation (Produit par Easy Mo Bee)                                               | Hip Hop Drunkies des Alkaholiks featuring Ol' Dirty Bastard The Next Level des Alkaholiks featuring Diamond D The Garden Freestyle de The Notorious B.I.G. et Big Daddy Kane featuring 2Pac, Big Scoob et Shyheim Krush Groovin' des Krush Groove All Stars | 5:08  |
| 3.  | Captain Hook (Produit par E-Swift)                                                  | | 4:45  |
| 4.  | Nas Skit (featuring Nas)                                                            | | 0:32  |
| 5.  | Tore Down (featuring Lootpack – Produit par Madlib)                                 | For What It's Worth de Buffalo Springfield | 4:39  |
| 6.  | Off the Wall (featuring Keith Murray – Produit par T-Smoov)                         | The Breaks de Kurtis Blow | 4:41  |
| 7.  | Killin' It (featuring Xzibit – Produit par Madlib)                                  | | 4:05  |
| 8.  | LL Cool J Skit (featuring LL Cool J)                                                | | 0:52  |
| 9.  | Feel the Real (Produit par E-Swift)                                                 | The World Is a Ghetto d'Ahmad Jamal Coast II Coast des Alkaholiks | 4:37  |
| 10. | Hip Hop Drunkies (featuring Ol' Dirty Bastard – Produit par E-Swift et Marley Marl) | The Symphony (Video Version) de Marley Marl et Big Daddy Kane featuring Masta Ace, Craig G et Kool G Rap | 4:54  |
| 11. | Aww Shit! (Produit par E-Swift et Easy Mo Bee)                                      | Love Spell du Fatback Band Black Jesus de Ghostface Killah featuring Raekwon et U-God | 3:53  |
| 12. | J-Ro Late Skit                                                                      | | 0:25  |
| 13. | Keep It Pourin' (Produit par E-Swift)                                               | | 3:52  |
| 14. | Likwit Ridas (featuring The Whoridas – Produit par E-Swift)                         | Top of the World de George Benson | 4:44  |
| 15. | Funny Style (featuring King Tee – Produit par E-Swift)                              | Don't Tell It de James Brown Put It in Your Mouth d'Akinyele Biz Is Goin' Off de Biz Markie | 2:50  |
| 16. | Commercial Skit                                                                     | | 0:48  |
| 17. | All Night (Produit par E-Swift)                                                     | Too High de Stevie Wonder P.S.K. - What Does It Mean? de Schoolly D Party Time de Kurtis Blow | 5:44  |
| 18. | DeBarge Skit                                                                        | | 0:48  |
| 19. | Pass Out (Produit par E-Swift)                                                      | Buffalo Gals de Malcolm McLaren | 4:33  |
| 20. | 20th Caller Skit                                                                    | | 0:33  |
| 21. | Rockin' with the Best (featuring Phil da Agony – Produit par E-Swift)               | Bang Zoom (Let's Go-Go) de The Real Roxanne featuring Howie Tee | 4:04  |
| 22. | Contents Unda Pressure (Produit par E-Swift)                                        | | 4:58  |